# Copa Rubro-Verde de 2018
A Copa Rubro-Verde de 2018 foi a primeira edição da Copa Rubro Verde. Essa edição reuniu a Portuguesa-SP, Portuguesa Santista, Portuguesa-RJ e Portuguesa Londrinense. A competição contou com a participação do ex-jogador Zé Roberto, que defendeu o clube que o revelou, a Portuguesa-SP. Foi vencida pela Portuguesa-RJ após vitória nos pênaltis sobre a Portuguesa-SP.

## Participantes
- Portuguesa
- Portuguesa Santista
- Portuguesa
- Portuguesa Londrinense

## Regulamento
A Taça foi disputada por quatro clubes em mata-mata, com os vencedores da semifinal realizando a final.

## Jogos

### Semifinal
| 4 de janeiro de 2018 | Portuguesa Santista | 2 – 2     | Portuguesa-RJ                    | Estádio do Canindé, São Paulo |
| 19:00 (UTC−2)        | Rodriguinho 8' 75'  | Relatório | 43' (pen) Alexandro · 62' Marcão |                               |

|                                        |       | Penalidades                                 |  |
| Thiago Moura Rômulo Rodriguinho Wendel | 3 – 5 | Maicon Assis Jhonnatan Cássio Sassá Fabinho |  |

| P. Santista | Portuguesa-RJ |

| 4 de janeiro de 2018 | Portuguesa-SP   | 2 – 0     | Portuguesa Londrinense | Estádio do Canindé, São Paulo |
| 21:15 (UTC-2)        | Gian 24' · Raul | Relatório |                        |                               |

| Portuguesa | P. Londrinense |

### Disputa do Terceiro Lugar
| 7 de janeiro de 2018 | Portuguesa Santista                            | 3 – 2     | Portuguesa Londrinense | Estádio do Canindé, São Paulo |
| 16:00 (UTC−3)        | Rodriguinho 2' · Rafael Ferro 39' · Magrão 58' | Relatório | 11' Emerson · 26' Jajá |                               |

| P. Santista | P. Londrinense |

### Final
| 7 de janeiro de 2018 | Portuguesa-SP | 0 – 0     | Portuguesa-RJ | Estádio do Canindé, São Paulo                                                                      |
| 18:15 (UTC−3)        |               | Relatório |               | Árbitro: Julio Cesar Meirelles Auxiliares: Ricardo Ferreira da Cruz e Wellington Bragantim Caetano |

|                                   |       | Penalidades                                     |  |
| Gian Raul Paulo Fernando Franklin | 1 – 3 | Rhayllan Jhonnatan Marcão Diego Maia Alexsandro |  |

| Portuguesa | Portuguesa-RJ |